# پرزمیسلاو استانچیک
پرزمیسلاو استانچیک (به انگلیسی: Przemysław Stańczyk) (زادهٔ ۱۲ فوریهٔ ۱۹۸۵) شناگر اهل لهستان است.